# Black Sea Cycling Tour
El Black Sea Cycling Tour és una competició ciclista per etapes que es disputa a Bulgària. La cursa forma part de l'UCI Europa Tour, amb una categoria 2.2. No s'ha de confondre amb la cursa turca anomenada Tour del Mar Negre.

## Palmarès
| Any  | Vencedor    | Segon              | Tercer          |
| ---- | ----------- | ------------------ | --------------- |
| 2015 | Vitali Buts | Zhandos Bizhigitov | Nikola Kozomara |